# Dolno Tserovene
Dolno Tserovene (Bulgaars: Долно Церовене) is een dorp in het noordwesten van Bulgarije. Het dorp is gelegen in de gemeente Jakimovo in oblast Montana. Het dorp ligt hemelsbreed 20 km ten noorden van de stad Montana en 99 km ten noordwesten van de hoofdstad Sofia.

## Bevolking
In de eerste officiële volkstelling van 1934 telde het dorp 1.853 inwoners. Twaalf jaar later groeide het inwonertal tot een maximum van 2.144 personen. Sindsdien neemt het inwonertal continu af: in 2019 telde het dorp 804 inwoners.
|  |

De grootste etnische groep vormen de etnische Bulgaren, maar er woont ook een grote groep van etnische Roma.
| Etnische samenstelling van de respondenten (2011) | Etnische samenstelling van de respondenten (2011) | Etnische samenstelling van de respondenten (2011) | Etnische samenstelling van de respondenten (2011) | Etnische samenstelling van de respondenten (2011) |
| ------------------------------------------------- | ------------------------------------------------- | ------------------------------------------------- | ------------------------------------------------- | ------------------------------------------------- |
|                                                   |                                                   |                                                   |                                                   |                                                   |
| Bulgaren                                          | Bulgaren                                          |                                                   | 77,0%                                             | 77,0%                                             |
| Turken                                            | Turken                                            |                                                   | 0,6%                                              | 0,6%                                              |
| Roma                                              | Roma                                              |                                                   | 21,8%                                             | 21,8%                                             |
| Anders/Onbekend                                   | Anders/Onbekend                                   |                                                   | 0,6%                                              | 0,6%                                              |